# Silvio Bisio
Silvio Bisio (Alba, 16 dicembre 1914 – Rapallo, 18 agosto 1997) è stato un pittore e scultore italiano.

## Biografia
Silvio Bisio nasce ad Alba il 16 dicembre 1914 da Amina Monticone e Aurelio, direttore di una nota fabbrica di liquori. Trascorre l'infanzia a Bra, quindi nel 1926 si trasferisce a Torino, per far ritorno a Bra nel 1929 dove termina gli studi liceali.
Nel 1937 si trasferisce a Genova, dove nel giugno del 1940 si laurea in Lettere Italiane presso la locale  Università. Inizia subito la professione di insegnante di lettere nei licei e nelle scuole medie, attività che proseguirà fino al 1985.
Alla fine degli anni trenta incomincia a dipingere. Risale a quest'epoca l'amicizia con gli artisti Emilio Scanavino, Cherchi e Fieschi. In seguito stringe amicizia anche con Fasce, Allosia, Borella, Bosco e Plinio Mesciulam.
Le prime sue opere conosciute risalgono al 1940 (Ritratto della Madre). Purtroppo molte altre sono disperse o sono state da lui stesso distrutte successivamente. Per tutto il decennio successivo i suoi dipinti denotano una sensibilità e passione verso la pittura francese, in particolare i fauves. 
Espone alla Galleria Romano nel 1944 in due mostre: la prima di disegni insieme a Cherchi, Chiti e Fieschi, la seconda con Cherchi, Borella e Randazzo.
Nel 1945 realizza le scenografie per il Lazzaro messo in scena dal Teatro Sperimentale "Luigi Pirandello" ed espone nella Rassegna d'Arte Contemporanea presso la Galleria d'Arte diretta da A. U. Gargani di Genova, insieme ad illustri esponenti della pittura tra i quali  Fontana, Fabbri, Saccorotti, Giorgio De Chirico, Renato Guttuso, Renato Birolli, Giorgio Morandi e altri. Nello stesso anno espone anche alla Galleria L'Isola di Genova.
Successivamente espone in quattro collettive alla Galleria Lo Zodiaco di Genova (1946) e al Raduno Nazionale della Gioventù a Firenze (1947). Conosce a Genova Mario Mafai, esponente di spicco della pittura romana, insieme alla moglie Antonietta Raphaël, anche lei pittrice e scultrice.  In questi anni comincia anche la sua attività di ceramista presso le manifatture di Albissola e di Genova.
Nel 1951 insieme ad Allosia, Borella, Fasce, Mesciulam e Scanavino costituisce il gruppo genovese della Galleria Numero di Firenze diretta da Fiamma Vigo. Le prime esposizioni di arte astratta del gruppo organizzate a Firenze avvengono nel 1951 e nel 1952.
Nel 1952 sposa Grazia Barlocco dalla quale avrà in seguito due figli: Eugenio e Paolo.
L'anno successivo aderisce formalmente al Movimento arte concreta (MAC) insieme ad Allosia, Fasce, Oberto, Pecciarini e Mesciulam. Nell'ambito di questa esperienza espone a Milano alla mostre Astratto Concreto Genova presso lo Studio B24 (1953) e MAC-Espace esprimenti di sintesi sulle arti presso la Galleria Del Fiore (1955).
Nel 1955 partecipa alla mostra itinerante Sei pittori genovesi organizzata dalla Galleria La Consulta: Bisio, Bosco, Fasce, Fieschi, Mesciulam, Scanavino. In questa rassegna Bisio presenta ancora tre opere astratto-concrete, ma ormai sono maturi i tempi per l'abbandono di tale orientamento artistico. 
Nel 1956 è presente nella Mostra di ceramica italiana allestita presso il Centro Pozzo Garitta di Albissola.
Consumatosi il distacco dal MAC, dal 1956-57, seguendo anche l'influsso dell'amico Emilio Scanavino, Bisio dipinge in maniera informale-segnica, tendenza che proseguirà fino al 1963-64.
Nel 1957 partecipa alla mostra Ceramica Italiana rappresentativa al Museo di Iserlohn in Germania presentata dalla Galleria Apollinaire di Milano.
Negli anni successivi espone presso la Galleria Numero di Firenze (1959), alla mostra La Piazzetta a Rapallo (1959), alla rassegna Pittori italiani alla Galleria Kirche di Copenaghen (1962), alla Galleria Modigliani di Livorno (1963, con la Galleria Numero) e al Centro Artistico del Cinquale a Ronchi di Massa (1963). 
Dal 1963 inizia a dipingere la cosiddetta serie dei Mondi probabili che continuerà a realizzare fino ai primi anni '70 e sarà più volte ripresa anche negli anni seguenti. Le opere di questo periodo sono connotate da un chiaro influsso della corrente spazialista e di quella nucleare (Fontana,  Baj, Dova). 
Nel 1967 partecipa alla mostra Piccolo formato ancora presso la Galleria Numero di Firenze, con cui proseguirà un rapporto intenso fino agli anni '70. Dal 1965 fino ai primi anni '70 collabora anche con la Galleria Motivi d'Arte di Rapallo diretta da Gabriella Bairo Puccetti, con la quale partecipa a diverse collettive e realizza una personale nel 1966.
Tra il 1969 e il 1971 collabora con la casa editrice La Nuova Italia di Firenze e cura per la collana Primo Scaffale le pubblicazioni Umoristi del nostro tempo, i Racconti di Pietroburgo di Nikolaj Vasil'evič Gogol' e Guerriglia nei castelli romani di Pino Levi Cavaglione.
La Promotrice delle Belle Arti di Torino lo invita a partecipare a due edizioni della mostra Arti Figurative a Torino, rispettivamente alla 130ª (1972) con le opere Pianeta errante e Homo ed alla 135ª (1977) con l'opera Senza titolo, nonché alla XII Quadriennale nazionale d'arte di Roma, cui partecipa con due pezzi: Astro nascente e Decomposizione.
Due mostre personali vengono allestite nell'Antico Castello di Rapallo nel 1984 e nel 1988.
Nel 1985 si ritira dall'insegnamento e continua a dipingere fino agli anni '90 e partecipa a numerose collettive e personali presso varie gallerie d'arte.
Muore a Rapallo il 18 agosto 1997.

## Esposizioni
Le opere di Silvio Bisio continuano ad essere presenti in importanti rassegne di rilievo anche internazionale tra cui spicca la mostra collettiva "MAC/ESPACE, Arte concreta in Italia e in Francia 1948-1958", allestita presso l'Acquario Romano a Roma nel 1999, con l'opera Ritmo del 1952.
Nel 2007 alcune sue opere sono state esposte nell'Antico Castello di Rapallo nella collettiva "C'era una volta la piazzetta" e, sempre nella stessa sede espositiva, ha avuto luogo nel 2011 la collettiva "Sette Pittori di Numero (Allosia, Bisio, Borella, Fasce, Mesciulam, Scanavino, Sturla)", che ha tratto spunto da quell'importante esperienza comune per rivisitare un tratto del percorso artistico dei protagonisti liguri della pittura contemporanea italiana.
A Silvio Bisio sono state dedicate importanti retrospettive a Rapallo, sua città d'adozione: nel 1999 presso l'Auditorium delle Clarisse e nel 2008 nell'Antico Castello.
Nell'aprile del 2014, a celebrazione del centenario della nascita, nella Sala espositiva Carlo Bo del palazzo Fascie di Sestri Levante è stata organizzata una rassegna retrospettiva relativa al decennio 1940-1950, curata da Ivo Iori.
Nello stesso anno è stata esposta una sua opera nell'ambito della mostra "Il Movimento Arte Concreta a Torino e in Liguria. 1949-1956" alla Galleria Cardelli & Fontana di Sarzana.
| Controllo di autorità | VIAF (EN) 279976665 · ISNI (EN) 0000 0003 8708 8780 · SBN RAVV040988 |